# PANSY
- PANSY
- パンジー

PANSY（パンジー）は、オスカープロモーションに所属していた北原佐和子、真鍋ちえみ、三井比佐子によるアイドルユニット。『週刊サンケイ』1981年12月31日号、『ロードショー』1982年11月号の記事では、いずれも片仮名表記で「パンジー」。1981年8月結成。

## 概説
「ポスト・キャンディーズ」となるべきグループを育てようと、オーディションを行い約600人の候補の中から選ばれた3人。当時人気絶頂であったたのきんトリオと同じくユニットとしての活動は映画やグラビアなどに止まり、シングルレコードはそれぞれのソロ作品のみ発売された。この経緯から「女たのきん」と呼ばれることもあった。
モデル業界最大手だったオスカープロモーションが、モデル業だけでなくタレント業まで手を広げようと業務拡大を画策した時期であり、当時人気絶頂であったたのきんトリオに対抗する「女たのきん」というコンセプトが考え出され、傘下のモデルクラブ600人の中から、何度もオーディションを繰り返し、最終的に3人を選び出した。3人ともオスカー所属のモデルだった。「女たのきん」は3人自ら公言した。
メンバー候補にはのちに女優となる高樹沙耶もいた。

## メンバー
プロフィールはそれぞれ『週刊サンケイ』1981年12月31日号、『ロードショー』1982年11月号の記事より当時のもの。
北原佐和子
- 1964年3月19日生まれ[2]。
- 東京都生まれ、埼玉県上福岡市（現ふじみ野市）育ち[1]。
- 父親はサラリーマン[1]。
- 埼玉県内の公立高校定時制在籍中[1]。
- 身長160cm、3サイズB80・W59・H85[1][2]。
- キャッチフレーズは「"おしゃべりサワコ"こと北原佐和子」[1]。
- 一番人気で最初にソロでレコードデビューした[2]。

真鍋ちえみ　
- 1965年1月4日生まれ[2]。
- 愛媛県生まれ、東京都育ち[1]。
- 父親は会社員[1]。
- 東京都立青山高等学校定時制在籍中[1]。
- 3サイズB82・W60・H87[2]。
- キャッチフレーズは「"つっぱりチエミ"こと真鍋ちえみ」[1]。

三井比佐子
- 1963年12月20日生まれ[2]。。
- 神奈川県生まれ[1]。
- 東京都立青山高等学校定時制在籍中[1]。
- 3サイズB80・W58・H85[2]。
- キャッチフレーズは「"のんびりチャコ"こと三井比佐子」[1]。
- リーダー格[2]。

## 歴史
テレビドラマ『先生は一年生』に1981年10月から3人でレギュラー出演したが、メイン戦略は雑誌のグラビアで、1981年8月のデビュー以来90日で160本のグラビアを飾り、1981年の後半数ヵ月で200回以上のグラビアに登場した。ブロマイドは発売10日で5位に躍り出た。またたのきんを真似て、1982年4月以降、5月、6月と毎月一人づつソロデビューさせる戦略が練られた。それぞれのレコードデビューには各レコード会社19社の争奪戦があった。争奪戦の末、北原がテイチク、真鍋がCBSソニー、三井がバップに決った。各レコード会社とも「たのきん、イモ欽と三匹目のドジョウ」を平気で公言し、「売れる！」と確約した。レコード会社、プロダクション双方で負担する宣伝費は一人5,000万円で計1億5,000円。当時影響力のあった「東京大学アイドルプロデュース研究会」でもアイドル1位に選ばれた。

## 出演
- ドラマ『先生は一年生』（1981年10月 - 1982年3月）
- ドラマ『あっけらかん』（1982年5月 - 8月）
- 映画『夏の秘密』（1982年9月公開）